# Noordelijk Puebla-Nahuatl
Noordelijk Puebla-Nahuatl is een variant van het Nahuatl dat gesproken wordt door de Nahua, oorspronkelijke bewoners van het huidige Mexico. De taal behoort bij de Uto-Azteekse taalfamilie. Bij ISO/DIS 639-3 is de code ncj. Er zijn enige tienduizenden sprekers.